# Oncopodiella trigonella
Oncopodiella trigonella är en svampart som först beskrevs av Pier Andrea Saccardo, och fick sitt nu gällande namn av Rifai 1965. Oncopodiella trigonella ingår i släktet Oncopodiella, divisionen sporsäcksvampar och riket svampar.   Inga underarter finns listade i Catalogue of Life.